# Silent Bible
Singles de Nana Mizuki
Phantom Minds
(2010) Scarlet Knight
(2011)
Silent Bible est le 22e single de la chanteuse et seiyū japonaise Nana Mizuki sorti le 10 février 2010 sous le label King Records. Il arrive 3e à l'Oricon. Il se vend à 50 646 exemplaires la première semaine et reste classé 12 semaines pour un total de 72 062 exemplaires vendus.
Silent Bible a été utilisé comme thème musical pour le jeu vidéo Magical Girl Lyrical Nanoha A's Portable : The Battle of Aces sur PSP. Et UNCHAIN∞WORLD a été utilisé comme thème musical pour le jeu vidéo Super Robot Taisen OG Saga : Endless Frontier EXCEED sur Nintendo DS. Silent Bible se trouve sur l'album Impact Exciter.

## Liste des titres
| 1. | Silent Bible (lit. la Bible du silence)            | Nana Mizuki                 | Haruki Mori/Daisuke Kikuta        | 4:09 |
| 2. | Polaris                                            | Yumi Moriguchi, Shin Furuya | Yumi Moriguchi/Jun Suyama         | 4:22 |
| 3. | Unchain∞World (UNCHAIN∞WORLD (lit. Monde enchainé) | Hibiki                      | Noriyasu Agematsu/Masato Nakayama | 4:25 |
| 4. | Undercover (lit. Secret)                           | Shouko Fujibayashi          | Shinya Saito                      | 4:16 |